# Rio Madison
O rio Madison é um rio do noroeste dos Estados Unidos, e uma das três fontes que confluem em Three Forks (Montana) para dar nascimento ao rio Missouri (juntamente com o rio Jefferson e o rio Gallatin). Tem 295 km de comprimento.
Administrativamente, o rio passa pelos estados de Wyoming e Montana.
O rio foi assim chamado no decorrer da Expedição de Lewis e Clark à costa do Pacifico Noroeste. Em julho de 1805, Meriwether Lewis, em Three Forks, deu nome aos três ramais que davam nascimento ao rio Missouri: o ramal de leste foi nomeado em homenagem a Albert Gallatin, secretário do Tesouro dos E.U.A. (1801-14); o do oeste, em homenagem ao presidente Thomas Jefferson (1743—1826) e o ramal central do secretario de Estado James Madison  (1751—1836), que seria sucessor do presidente Jefferson.